# ليونا ميتشيل
ليونا ميتشيل (بالإنجليزية: Leona Mitchell)‏ هي مغنية أوبرا ومغنية أمريكية، ولدت في 13 أكتوبر 1949 في إنيد في الولايات المتحدة.

## وصلات خارجية
- ليونا ميتشيل على موقع IMDb (الإنجليزية)
- ليونا ميتشيل على موقع ميوزك برينز (الإنجليزية)
- ليونا ميتشيل على موقع أول ميوزيك (الإنجليزية)
- ليونا ميتشيل على موقع ديسكوغز (الإنجليزية)
- ليونا ميتشيل على موقع قاعدة بيانات الفيلم (الإنجليزية)